# Jéssica Augustová
Jéssica Augustová (* 8. listopadu 1981, Paříž, Francie) je portugalská atletka, běžkyně, jejíž specializací jsou střední a dlouhé tratě.

## Kariéra
První větší úspěch na mezinárodní scéně zaznamenala v roce 2000 na MS juniorů v chilském Santiagu, kde doběhla ve finále běhu na 3000 metrů na 8. místě. Postoupila také do finále běhu na 1500 metrů ale závod nedokončila. V roce 2005 na halovém ME v Madridu skončila na tříkilometrové trati v rozběhu. Před branami finále zůstala také na světovém šampionátu 2005 v Helsinkách, kde v běhu na 5000 metrů obsadila v úvodním rozběhu časem 16:23,66 poslední místo.
V roce 2007 získala zlatou medaili (5000 m) na světové letní univerziádě v thajském Bangkoku a na MS v atletice v Ósace doběhla ve finále na 15. místě. O rok později na halovém MS ve Valencii obsadila v běhu na 3000 metrů časem 8:49,78 osmé místo. Na vítězku Meseret Defarovou z Etiopie ztratila více než 10 sekund. Na letních olympijských hrách v Pekingu zkoušela štěstí ve dvou disciplínách (5000 m a 3000 m překážek). V obou případech však skončila v rozbězích.
V roce 2009 skončila na halovém ME v italském Turíně na 10. místě (3000 m) a na světovém šampionátu v Berlíně postoupila do finále steeplu, kde doběhla v čase 9:25,25 na 11. místě. O rok později vybojovala na ME v atletice v Barceloně časem 31:25,77 bronzovou medaili v běhu na 10 000 metrů. Stříbro získala Ruska Inga Abitovová a zlato Elvan Abeylegesseová z Turecka. Na poloviční trati skončila těsně pod stupni vítězů, na 4. místě. Pro bronz si doběhla její krajanka Sara Moreirová, která byla o necelé 4 sekundy rychlejší.